# Oxydia alpiscaria
Oxydia alpiscaria är en fjärilsart som beskrevs av Walker 1860. Oxydia alpiscaria ingår i släktet Oxydia och familjen mätare. Inga underarter finns listade i Catalogue of Life.